# 參議院 (西班牙)
參議院（西班牙語：Senado）是西班牙議會的上議院。西班牙參議院現在總共有265名議員，上一次選舉在2023年7月23日舉行。現在西班牙參議院的最大黨派是人民黨。

## 歷史
參議院最初是根據1834年的皇家法規建立的，由摄政兩西西里的瑪麗亞克里斯蒂娜批准，在眾議院的名義下，但它沒有持續多久，並且在1837年，根據當年的憲法，上議院獲得了參議院的名稱。
當前參議院為1978年西班牙憲法頒布時成立。

## 議會組織
參議員依照黨派組成黨團。參與人數少於10人的政黨組成混合黨團。
從法律上講，絕對多數需要133個席位，儘管有空缺席位。

## 選舉制度
迄今為止，參議院選舉與眾議院選舉同時舉行，但首相可能會建議國王只為一院舉行選舉。 眾議院由政黨名單比例代表制選出，而參議院議員則以兩種不同的方式選出：有限投票制和地區立法機構任命。

### 直選
在現行制度下，參議院266席之中有208席透過普選產生。
每一省份均享有四名參議員的固定名額，與人口規模無涉。對於島嶼省份，另有特殊安排：巴利阿里群島與加那利群島中的主要島嶼——馬略卡、大加納利、特內里費——各分配三席；其餘較小島嶼則各分配一席，包括梅諾卡、伊比薩–福門特拉、富埃特文圖拉、戈梅拉、耶羅、蘭薩羅特與拉帕爾馬。此外，休達和梅利利亞各享有兩席。此種分配明顯偏重於人口稀少地區，例如人口超過650萬的馬德里與人口僅約9萬的索里亞，皆獲得四席代表。
在非島嶼選區，政黨得以提名三名參議員候選人。這些候選人名單會依政黨排列於一張特製的大型赭色選票（DIN A3 或更大），俗稱「床單式選票」。
選民最多可選擇三名候選人，且選擇不受政黨限制。這是西班牙選舉制度中唯一允許選民直接投票給個人的場合。儘管制度容許「交叉投票」，但在實務中，多數選民仍傾向將三票集中於同一政黨。此一設計導致當選結果通常為：第一大黨的三名候選人全數當選，而第四席則由第二大黨得票最高者取得。
在2011年改革之前，政黨不得決定候選人在選票上的排列順序，而必須依候選人姓氏字母先後排列。此舊制對於無法確保三人全勝的政黨產生了影響，因為姓氏在字母排序中居前的候選人往往較佔優勢。此現象特別出現在各省排名第二的政黨，以及在競爭激烈的選區中，當部分選民採取交叉投票時，字母順序甚至可能成為勝敗關鍵。
| 11 | 21 |

| 3 | 9 |

| 1 | 3 |

| 1 | 1 | 3 |

| 4 | 4 | 4 |

| 7 | 1 | 1 | 2 |

| 1 | 3 |

| 9 | 27 |

| 5 | 15 |

| 3 | 12 | 1 |

| 4 | 4 |

| 4 | 12 |

| 1 | 3 |

| 1 | 3 |

| 1 | 3 |

| 3 | 1 |

| 4 | 8 |

| 2 |

| 2 |

### 區域任命
目前265席次中有57席由區域議會任命。採取每100萬人任命一席。
《西班牙憲法》第69條第5款授權西班牙各自治團體的立法議會任命一個自己級別的參議院代表團，每百萬公民中有一名參議員。人口增長使區域代表團的總面積從2008年的第五屆增加到51年的56個。
由於人口增長、安達盧西亞、巴利阿里群島、加那利群島、加泰羅尼亞和馬德里都在2008年獲得了新增參議員席位。安達盧西亞是最後一個分配新席位的自治區。它在2008年地區選舉後重建了整個代表團。2015年大選後的分配是：
| 巴斯克地区联合 EH Bildu 加泰隆尼亞是的我們能 CSQP 我们能 Podemos Compromís 加泰罗尼亚共和左翼 ERC PSC PSE–EE 西班牙工人社会党 PSOE 巴斯克民族主义党 PNV 公民党 Cs CC 加泰羅尼亞歐洲民主黨 PDeCAT 人民党 PP 聲音 Vox |

| 1 | 3 | 2 | 2 | 1 |

| 1 | 1 |

| 1 | 1 |

| 1 | 1 |

| 1 | 1 | 1 |

| 1 | 1 | 1 |

| 1 |

| 1 | 2 |

| 1 | 1 | 1 |

| 1 | 2 | 1 | 2 | 2 |

| 1 | 1 |

| 1 | 2 |

| 1 |

| 1 | 2 | 1 | 3 |

| 1 | 1 |

| 1 |

| 1 | 1 | 1 | 1 | 2 |

## 地位
在西班牙，只有參議院能管理各地方政府主席（《西班牙宪法》第155條），也只有參議院能夠暫停地方議會的權力（《地方管理法》第61條）。
2017年10月27日，參議院通過議案動用《西班牙憲法》第155條凍結加泰隆尼亞自治權，並強行解散自治政府以及取消加泰隆尼亞獨派政治人物職務。當時214票贊成，47票反對，1票棄權。

## 參議院議長

### 1868–1873
1. Francisco Santa Cruz[5][6]
2. Laureano Figuerola[7][8]

### 1874–1931
- Manuel García Barzanallana [9][10][11][12][13]
- José Gutiérrez de la [14][15]
- Francisco Serrano[16]
- Francisco Javier Arias Dávila y Matheu [17]
- Arsenio Martínez-Campos [18]
- José Gutiérrez de la Concha [19][20][21][22][23]
- Arsenio Martínez-Campos [24]
- José Gutiérrez de la Concha [25]
- Eugenio Montero Ríos [26]
- José de Elduayen [27]
- Eugenio Montero Ríos [28]
- Arsenio Martínez-Campos
- Marcelo Azcárraga Palmero
- Manuel Aguirre de Tejada
- Eugenio Montero Ríos
- Marcelo Azcárraga Palmero
- Joaquín Sánchez de Toca
- Manuel García Prieto
- Alejandro Groizard
- Manuel Allendesalazar
- Joaquín Sánchez de Toca
- Álvaro de Figueroa

### 1975年至今
- Antonio Fontán
- Cecilio Valverde
- José Federico de Carvajal
- Juan José Laborda
- Juan Ignacio Barrero
- Esperanza Aguirre
- Juan José Lucas
- Javier Rojo
- Pío García-Escudero

## 另見
- 西班牙眾議院院長列表
- 西班牙眾議院
- 西班牙政黨列表

## 外部連結
- 官方网站 （西班牙文）

40°25′14″N 3°42′46″W / 40.42056°N 3.71278°W